# Jordan Madley
Jordan Madley (14 dicembre 1978) è un'attrice ed ex modella canadese.

## Filmografia

### Film
- Unrivaled -  Kara (2010)
- Shark City -  Samantha Ritt (2009)
- A letto col vampiro - Sherry (2008)
- The Mad - Steve (2007)
- American Pie presenta: Nudi Alla Meta - Brooke (2006)
- 5ive Girls - Mara (2006)
- Ham & Cheese (2004)
- Il padre di mio figlio - Hot Latina (2004)
- Honey - Amica di Honey (2003)
- Lo smoking Ragazza del Fast Food (2002)
- Get Over It - Corrine (2001)

### Serie Televisive
- Heartland - Martha (2014)
- Femme Fatales: Till Death Do Us Part - Rachel Worth (2011)
- Lovebites - Blanca (2007)
- The Dresden Files - Tara (2007)
- Beautiful People (2005)
- Tilt - Amber (2005)
- Show Me Yours - Betty (2004)
- Tracker -  Amica di Peggy (2001)
- Doc (2001)

## Show Televisivi
- Beautiful Girl (2003)
- Shotgun Love Dolls (2001)
- Lucky Girl (2001)

## Doppiatrici italiane
- Domitilla D'Amico in American Pie presenta: nudi alla meta